# نولينة قزمية
نولينة قزمية (الاسم العلمي:Nolina pumila) هي نوع من النباتات تتبع جنس النولينة من الفصيلة الهليونية.